# Ficus sulawesiana
Ficus sulawesiana är en mullbärsväxtart som beskrevs av C.C.Berg och Culmsee. Ficus sulawesiana ingår i släktet fikonsläktet, och familjen mullbärsväxter. Inga underarter finns listade i Catalogue of Life.